# セリム・ベナシュール
セリム・ベナシュール（Selim Benachour, 1981年9月8日 - ）は、フランス・パリ出身の元サッカー選手。ポジションはミッドフィールダー。
憧れの選手はジネディーヌ・ジダンであり、背番号「18」を好んで着けている。

## 経歴

### クラブ
クレールフォンテーヌを卒業後、憧れのクラブだったパリ・サンジェルマンFCでプロデビューを果たすも、出場機会が限られていてローン生活を余儀なくされる。契約切れを機にUEFAカップへの出場も見込めるヴィトーリアSCに加入するも、クラブは2部に降格してしまい、FCルビン・カザンに移籍する。その後アル・カーディシーヤでアジアチャンピオンズリーグに出場、浦和レッドダイヤモンズ戦で再び日本の地を踏む。

### 代表
2001年のトゥーロン国際大会にU-20フランス代表として出場した。この大会はFIFA公認の大会でない為、翌年の日韓W杯にはチュニジア代表として出場することができた。2004年に地元で開催されたアフリカネイションズカップ2004では優勝し、2005年のFIFAコンフェデレーションズカップに出場。アフリカネイションズカップ2006には選考されるも期待されたドイツW杯では、ロジェ・ルメール監督の判断で選考漏れしてしまう。怪我で短時間しかプレーしなかったドス・サントスが招集されて自分が招集されなかったことを不満に思い、ルメール監督が辞めるまでの一時期は代表チームから離れることを明らかにした。2010年に3年ぶりに招集を受けた。

## 所属クラブ
- パリ・サンジェルマンFC 1998-2005

→ FCマルティーグ 2001-2002 (loan)
→ トロワAC 2002-2003 (loan)
- ヴィトーリアSC 2005-2006
- FCルビン・カザン 2006-2007
- アル・カーディシーヤ・クウェート 2007-2009
- マラガCF 2009-2010.9
- CSマリティモ 2011.1-2012.6
- APOELニコシア 2012-2014
- ムンバイ・シティFC 2015-2016
- FCマルティーグ 2016-2018

## 代表歴

### 出場大会
- チュニジア代表
  - 2002 FIFAワールドカップ

### 試合数
- 国際Aマッチ 43試合 2得点（2002年-2010年）[1]

| チュニジア代表 | 国際Aマッチ | 国際Aマッチ |
| 年             | 出場        | 得点        |
| -------------- | ----------- | ----------- |
| 2002           | 10          | 0           |
| 2003           | 8           | 0           |
| 2004           | 12          | 1           |
| 2005           | 6           | 0           |
| 2006           | 4           | 1           |
| 2007           | 2           | 0           |
| 2008           | 0           | 0           |
| 2009           | 0           | 0           |
| 2010           | 1           | 0           |
| 通算           | 43          | 2           |

## タイトル

### クラブ
パリSG
- フランス・カップ : 2003-04

APOEL
- キプロス・ファーストディビジョン : 2012-13, 2013-14
- キプロス・カップ : 2013-14
- キプロス・スーパーカップ : 2013

### 代表
チュニジア代表
- アフリカネイションズカップ : 2004